# Xavier của Pháp
Xavier Marie Joseph của Pháp (8 tháng 9 năm 1753 – 22 tháng 2 năm 1754) là một fils de France của Vương tộc Bourbon. Khi sinh ra, cậu được ông nội, Louis XV của Pháp trao tặng danh hiệu Công tước xứ Aquitaine. Cậu là đứa con thứ ba còn sống và là con trai thứ hai của Trữ quân Louis Ferdinand của Pháp và Trữ phi Maria Josepha của Ba Lan. Do đó Xavier là anh trai của các vị vua tương lai Louis XVI, Louis XVIII và Charles X.
Về tước hiệu, theo thông lệ thì con trai thứ hai của Trữ quân nước Pháp sẽ mang tước Công tước xứ Anjou. Tuy nhiên, các vương tử từng mang tước hiệu này dưới thời Louis XIV và Louis XV đều mất khi còn nhỏ. Do đó, Louis XV quyết định chọn một tước hiệu khác cho cháu trai mình: Công tước xứ Aquitaine – một tước hiệu chưa từng được vương tộc Bourbon nắm giữ.
Khi chào đời, cậu chỉ được làm lễ rửa tội sơ bộ bởi Hồng y Soubise, Đại Tuyên úy (người phụ trách toàn bộ nghi lễ và sinh hoạt tôn giáo trong hoàng cung) của nước Pháp.
Xavier được chăm sóc bởi Marie Isabelle de Rohan, Công tước phu nhân xứ Tallard, một trong các nữ thị tùng của vương hậu, cũng là người đang chăm sóc vương tôn Louis, Công tước xứ Bourgogne và vương tôn nữ Marie Zéphyrine, hai đứa con lớn nhất của Trữ quân và Trữ phi.
Tuy nhiên, thể chất của Xavier dường như yếu hơn so với các anh chị em của mình, nên khi vừa sang đầu tháng hai năm 1754, cậu bé ngã bệnh. Theo ghi chép, nguyên nhân là do “mọc quá nhiều răng cùng một lúc”. Thị nữ Silvestre ghi ngày 17 tháng 2 rằng vương tử phát sốt, và “người ta không còn nghi ngờ gì nữa: bốn chiếc răng chuẩn bị trồi lên, thật là thống khổ cho một đứa trẻ chưa đầy sáu tháng”. Mặc dù các bác sĩ và triều đình và nha sĩ của nhà vua đã tận lực cứu chữa, bệnh tình ngày một trầm trọng.
Cậu bé yểu mệnh sau 5 tháng tại Versailles sau một cơn co giật. Cậu được chôn cất tại Vương cung thánh đường Thánh Denis.